# تری‌متیل‌گالیم
تری‌متیل‌گالیم (به انگلیسی: Trimethylgallium) با فرمول شیمیایی Ga(CH۳)۳ یک ترکیب شیمیایی با شناسه پاب‌کم ۱۵۰۵۱ است. که جرم مولی آن 114.827 g/mol می‌باشد. شکل ظاهری این ترکیب، مایع بی‌رنگ شفاف است.